# 丁毅 (中将)
丁毅（1959年10月—），湖南耒阳人，中国人民解放军中将。

## 生平
早年参加海军航空兵，曾担任“飞豹”战机定型试飞团的团长。曾任东海舰队海航师长，北海舰队副参谋长、航空兵司令员。2013年7月，升任海军副司令员。
2014年7月，晋升为海军中将军衔。
2017年7月，身兼遼寧艦編隊指揮員的丁毅率「遼寧艦」編隊進入香港。